# Оронт (персидский военачальник)
Оронт (др.-греч. Ορόντης; V век до н. э.) — персидский военачальник, происходивший из царского рода.

## Биография
По своему происхождению Оронт принадлежал к персидскому царскому роду Ахеменидов и считался, по словам Ксенофонта, «одним из наиболее искусных в воинском деле персов».
Дарий II приставил Оронта к своему юному сыну Киру в качестве помощника и начальника гарнизона в Сардах. Но Оронт по наущению старшего брата Кира Артаксеркса начал открытые военные действия против Кира; через некоторое время правители Лидии примирились.
Во время мятежа Кира Оронт первоначально выступил на его стороне. Однако впоследствии, назадолго до битвы при Кунаксе, произошедшей в 401 году до н. э., после перехода армии восставших через Евфрат, он вновь изменил царевичу. Однако замысел Оронта оказался раскрыт его посыльным к Артаксерксу. Кир созвал на совет своих ближайших соратников, включая грека Клеарха.  По единодушному приговору собравшихся после признаний Оронта  обвиняемый был приговорен к смерти. Как указал Ксенофонт, Оронта доставили к шатёр Артапата, «самого доверенного из скиптроносцев Кира», после чего больше никто не видел бывшего военачальника Сард ни живым, ни мёртвым. По свидетельству древнего автора, превозносящего достоинства Кира, Оронт был единственным изменившим ему. Но, по мнению П. Бриана, у Кира на самом деле было немало дезертиров.